# Øvelsesområde
Et øvelsesområde eller skydeterræn er et øde område, hvor militæret kan træne deres soldater uden at komme i konflikt med civilbefolkningen. Et sådan område har ofte også en skydebane, hvor det er tilladt at træne i at skyde med skarp ammunition. I forbindelse med øvelser lukkes områderne af for offentligheden.

## Danske øvelsesområder
- Oksbøl Skyde- og Øvelsesterræn
- Borris Skydeterræn
- m.fl.

| Militær | Spire Denne artikel om militær er en spire som bør udbygges. Du er velkommen til at hjælpe Wikipedia ved at udvide den. |